# Кушити
Куши́ти — група народів, що проживають в Східній Африці (переважно на півдні Єгипту, в Судані, Ефіопії, Еритреї, Сомалі, Джибуті а також в Кенії, Уганді та Танзанії). Загальна чисельність — близько 29 млн чол. Розмовляють 47-ма мовами кушитської групи афразійської мовної сім'ї.

## Історія
Кушитів вважають корінним населенням Африки. Найдавніші сліди їх культури датуються IX—VIII тис. до н. е.
Кушити стали засновниками Кушанського та Меройського царств (інша назва — держава Куш, звідки й пішов етнонім).

## Етноси
- Афари
- Беджа
- Боні
- Дасанеч
- Іраку
- Оромо
- Сомалійці
- Фелаші

## Галерея

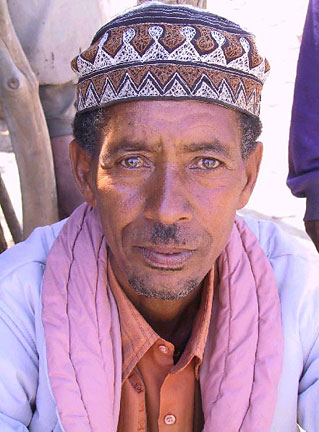
Чоловік народу іраку
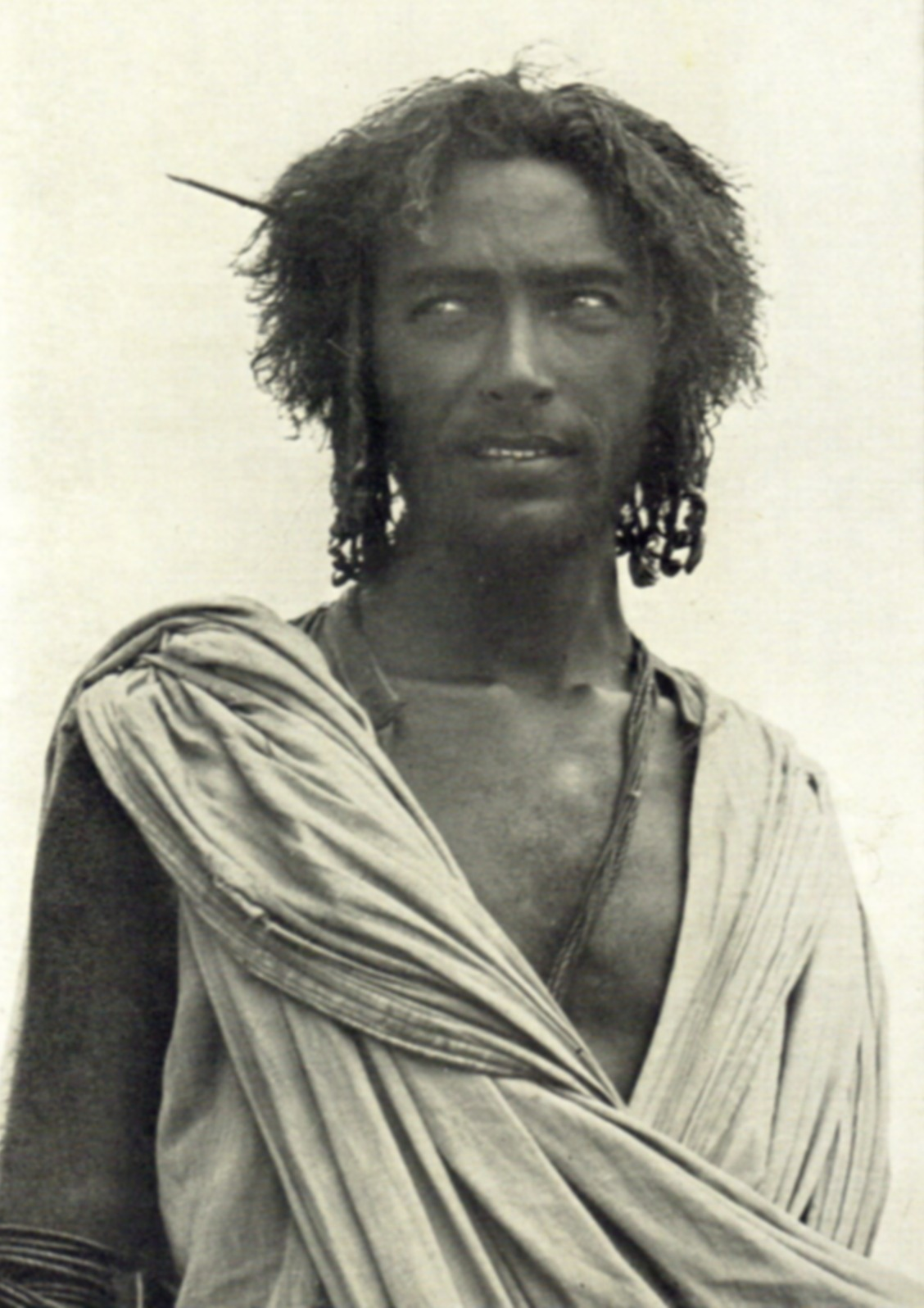
Афар-кочовик (фото 1950-х)
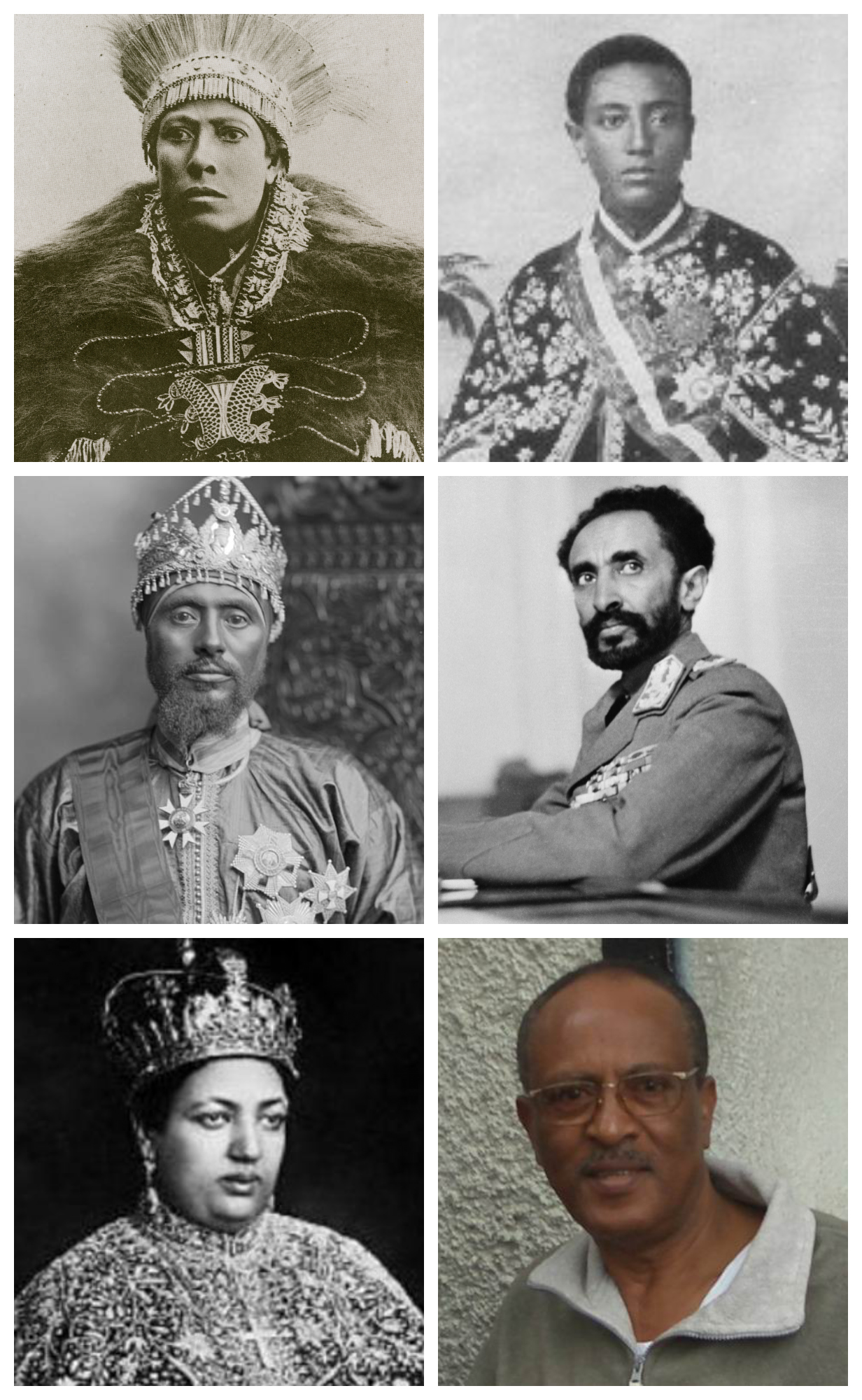
Представники народу оромо
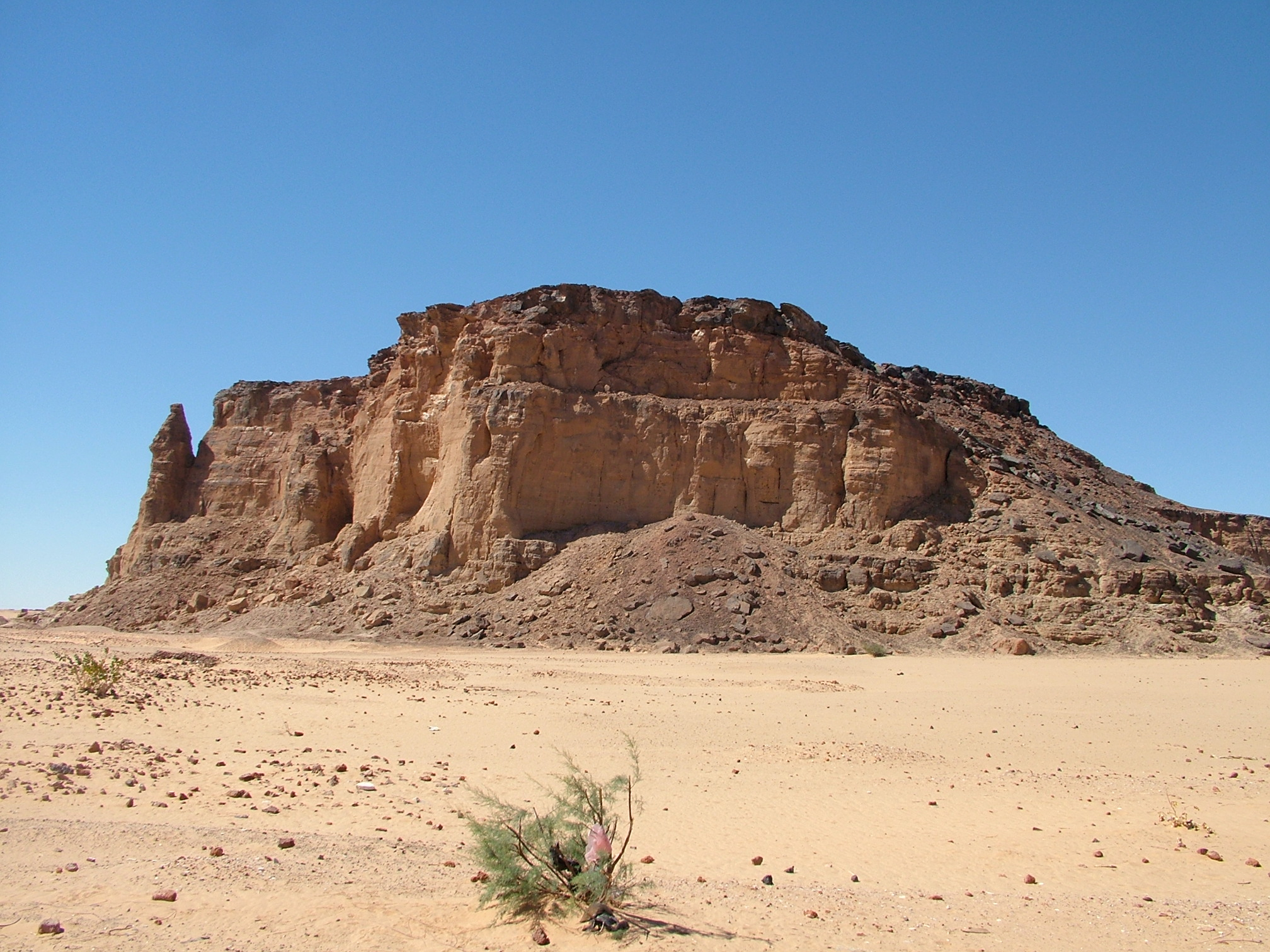
Скеля Джебель-Баркал — священне місце кушитів